# Sechsort

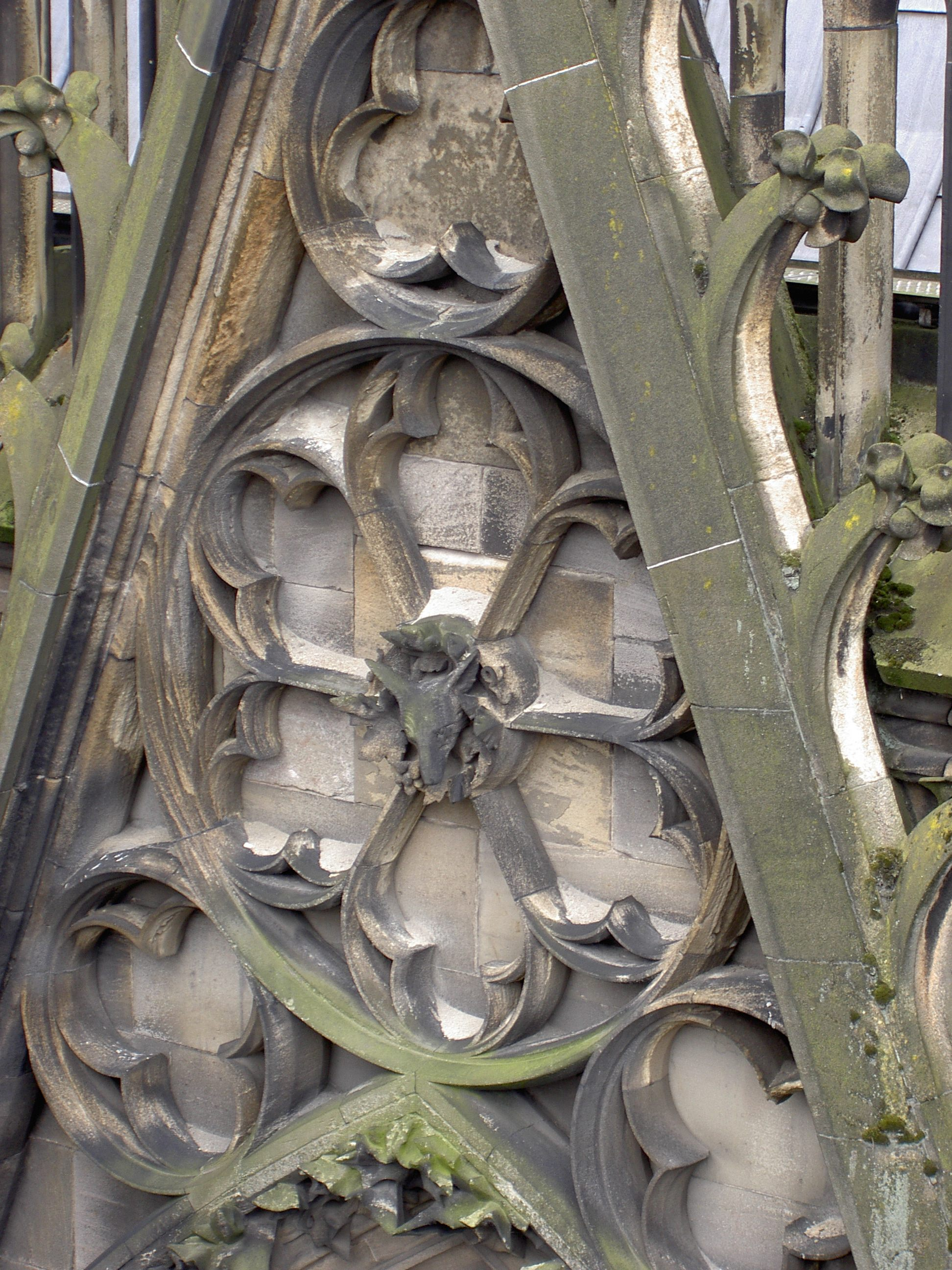
Rosette am Kölner Dom

Das Sechsort ist wie das Achtort ein Proportionsschlüssel für die gotische Baukunst. Das Sechsort besteht aus einem Kreis und zwei innliegenden, sich schneidenden gleichseitigen Dreiecken. Das Sechsort wurde vor allem in den mittelalterlichen Bauhütten verwendet. Das Stammwort „Ort“ bedeutet in der alten mittelalterlichen Sprache der Steinmetze „Eck“. Also bedeutet Sechsort einen Schlüssel mit sechs Ecken (Sechseck), der aus den Dreiecken gebildet wird. Diese haben Ähnlichkeit mit dem Davidstern (Typ 1), ohne allerdings zwangsläufig in dem Kontext zu stehen. Im Maßwerk gotischer Fenster ist das nicht selten. Dort werden solche Fenster auch Sechspass genannt. Außerdem gibt es auch die Bezeichnung Hexagramm. Es gibt auch Sechsorte, bei denen die sich durch die Überschneidung der Dreiecke ergebenden Parallelen senkrecht stehen (Typ 2), wie zum Beispiel in den Maßwerken der Fenster des Längsschiffes und des Ostchores der Kathedrale in Reims.
Es gibt auch Türme u. a. bei Wehrbauten mit einem sechseckigen Grundriss. So jedenfalls ist es bei der Ruine Brandenburg der Fall.

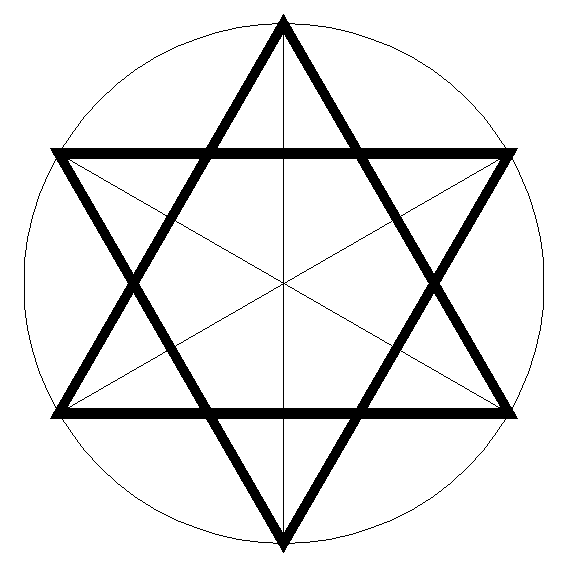
Sechsort Typ 1
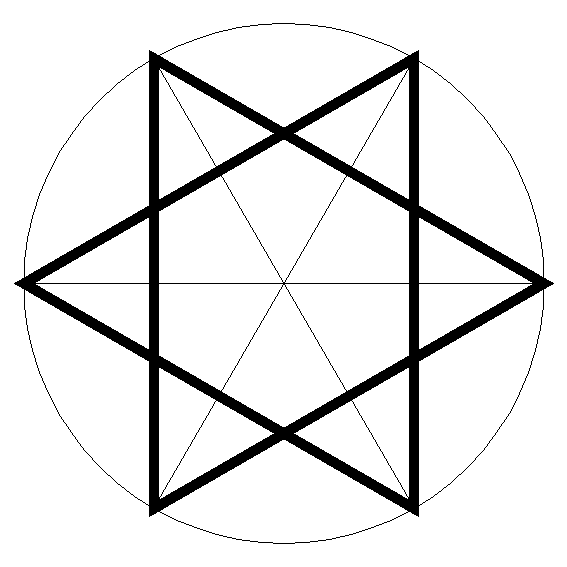
Sechsort Typ 2